# 4-3-3

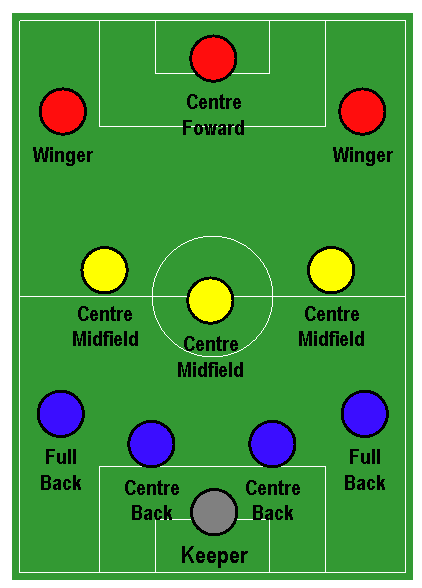
4-3-3

4-3-3とはサッカーのフォーメーションの1つ。ディフェンダー(DF) が4人、ミッドフィールダー(MF) が3人、フォワード(FW) が3人のフォーメーションである。

## 特徴
4バックのDFのうち、両サイドの2人はオーバーラップして攻撃参加することもあるが、4-3-3が登場した初期の段階では、ほとんど行われず、守備が第一であった。両サイドバックが積極的に攻撃参加するようになるのは1970年代以降で、守備力よりも攻撃力のほうが重視されるようになるのは1990年代後半以降である。1970年代からは、4バックのうちセンターバックの1人をスイーパーまたはリベロとして余らせるシステムも用いられた。
MFの3人の役割はチームによって様々であるが、基本的に攻撃的な選手と守備的な選手を組み合わせて使う場合がほとんどである。位置取りが三角形（攻撃的MF1：守備的MF2）の場合は4-2-1-3とも表現される。攻撃的MFは司令塔となる場合が多く、得点力を期待されるトップ下を務める場合もある。逆三角形（攻撃的MF2：守備的MF1）の場合は4-1-2-3とも表現される。攻撃にかかる人数を増やせるが、守備的MFの負担が大きく、バイタルエリアが数的不利になりやすい。また、MF3人がフラットに並び、実際上の4-3-3となるケースもある。
3人のFWの両サイドはウイングで、ジョージ・ベストなどのスター選手が務めた花形的ポジション。サイドバックとの縦の連携でサイドアタックを行いゴールチャンスを創出する。中央にはターゲットとなるセンターフォワードが位置する。ポストプレーをこなしたり、サイドからのセンタリングを競り合うため、長身・大柄な選手が有利な場合もある。

## 歴史
1958年ワールドカップ・スウェーデン大会においてブラジル代表が全く新しい4-2-4で優勝し、WMフォーメーションの時代は終結した。その4-2-4と共に、新たな時代のフォーメーションとなったのが4-3-3である。
4-3-3が広く世界に広まった理由はいくつか考えられるが、最大の理由はイングランド代表が使ったことであろう。1966年ワールドカップ・イングランド大会でイングランド代表は4-3-3を用いて優勝を飾った。そのことで4-3-3が世界中に広まることになるが、これは旧植民地の関係でイギリスの影響を強く受ける国が多かったことや、サッカーの母国として一目置かれる存在でその戦術を模倣する国が多かったことが要因である。
4-2-4よりも世界的に普及した4-3-3はバランスがとれたフォーメーションということもあって、1960年代から1980年代前半に全盛期を誇った。しかし、1980年代後半から中盤のプレッシングが重視されるようになるとFWを2トップにした4-4-2や3-5-2が流行し、4-3-3はウイングと共に一時衰退した。
オランダのクラブでは育成世代からトップチームまで4-3-3がよく使われている。オランダ出身のヨハン・クライフが攻撃的サッカーを植え付けたFCバルセロナでも、4-3-3が基本フォーメーションとして使われ続けた。容易に三角形を作りやすいフォーメーションのため、円滑なショートパス交換を可能とする。
2000年代に入ると、中盤のプレッシングを回避する方法としてサイドアタックに人数をかけるチームが増え、4-3-3や4-5-1が主流となる。ウイングに関しては縦の突破力が再評価されると共に、ゴール方向へ切り込んでからのシュート力に優れる選手（リオネル・メッシやアリエン・ロッベンなど）が現れてくる。このタイプのウイングは利き足とは逆のサイド（右利きならば左サイド）に配置される傾向にある。